# Тагма (војска)
Тагма (грч. ταγμα) је заједички назив за елитне, гардијске коњичке јединице Византијског царства у периоду од 6. до 11. века.

## Организација
У време тематског система (610-1081) византијска војска састојала се од трупа провинцијских тема (стратиоти) и тагми, елитних коњичких јединица смештених у Цариграду. На челу тема стоје стратези, заповедници локалних трупа и и уједно начелници локалне управе (заповедник Опсикија звао се, међутим, комес, а заповедник Оптимата доместик). На челу појединих тагми стоје доместици. Најважније су биле тагме Схола, Ескубита, Аритмоса (чији се заповедник није звао доместик већ друнгарије) и Хиконата (основане тек за владе Нићифора I). Доместик Схола био је обично врховни заповедник целокупне војске.
Док су стратиоти образовали лаку коњицу, основна тактичка и административна јединица тешке, гардијске коњице била је тагма (ταγμα - око 300 коњаника). Сачињавале су је 3 хекатонтархије (εκατόνταρχος - 100 коњаника) од по 10 декархија (δέκαρχος). Обично су 3 тагме образовале вишу тактичку јединицу моиру (μοιρα), а три овакве јединице - мерархију (μεραρχία), јачине око 3.000 коњаника. Према Стратегикону (6. век) у византијској војсци било је обично 30 тагми, односно 9.000 коњаника.